# Дії, спрямовані на насильницьку зміну чи повалення конституційного ладу або на захоплення державної влади
Дії, спрямовані на насильницьку зміну чи повалення конституційного ладу або на захоплення державної влади — злочин проти основ національної безпеки України, найперший злочин, зазначений в Особливій частині Кримінального кодексу. Аналогічний злочин є у кримінальних кодексах інших країн (наприклад, ст. 278 КК Росії, ст. 357 КК Білорусі тощо).

## Визначення з КК
1. Дії, вчинені з метою насильницької зміни чи повалення конституційного ладу або захоплення державної влади, а також змова про вчинення таких дій, — караються позбавленням волі на строк від п'яти до десяти років.

1. Публічні заклики до насильницької зміни чи повалення конституційного ладу або до захоплення державної влади, а також розповсюдження матеріалів із закликами до вчинення таких дій, — караються обмеженням волі на строк до трьох років або позбавленням волі на той самий строк.

1. Дії, передбачені частиною другою цієї статті, вчинені особою, яка є представником влади, або повторно, або організованою групою, або з використанням засобів масової інформації, — караються обмеженням волі на строк до п'яти років або позбавленням волі на той самий строк.

## Об'єкт та об'єктивна сторона злочину
- Об'єкт злочину: конституційний лад, Державна влада. Додатковий факультативний об'єкт даного злочину — встановлений порядок виконання представниками влади своїх службових повноважень (ч. 3 ст. 109 КК України).
- Об'єктивна сторона злочину:
  - Дії, вчиненні з метою насильницької зміни конституційного ладу (ч. 1 ст. 109 КК).
  - Дії, вчиненні з метою насильницького повалення конституційного ладу (ч. 1 ст. 109 КК).
  - Дії, вчиненні з метою насильницького захоплення державної влади (ч. 1 ст. 109 КК).
  - Змова на вчинення таких дій (ч.1 ст. 109 КК).
  - Публічні заклики до насильницької зміни чи повалення конституційного ладу або до захоплення державної влади (ч.2 ст. 109 КК).
  - Розповсюдження матеріалів із закликами до насильницької зміни чи повалення конституційного ладу або до захоплення державної влади (ч. 2 ст. 109 КК).
  - Фінансування дій, вчинених з метою насильницької зміни чи повалення конституційного ладу або захоплення державної влади, зміни меж території або державного кордону України(ч .1 ст. 110-2 КК).

## Кваліфікуючі ознаки злочину передбаченого ч.2 ст. 109 КК України
- Дії, вчиненні особою, яка є представником влади (ч. 3 ст. 109 КК) .
- Повторно (ч. 3 ст. 109 КК).
- Вчиненні організованою групою (ч. 3 ст. 109 КК).
- Вчиненні з використанням засобів масової інформації (ч. 3 ст. 109 КК).